# Strabón
Strabón (řecky Στράβων, latinsky Strabo; asi 63 př. n. l. Amaseia v Pontu – 19 až 23 n. l.) byl starořecký filozof, historik a geograf. Proslul zejména díky svému spisu Geografika, nejrozsáhlejšímu dochovanému zeměpisnému dílu antiky. Studoval v Římě u peripatetika Xenarcha, později se však přikláněl spíše ke stoické filozofii.

## Dílo
Strabón je autorem nejobšírnějšího dochovaného díla o antickém světě. Prameny k němu sbíral po celé římské říši; sebevědomě tvrdil, že mezi geografy není nikdo, kdo by procestoval více zemí v těchto končinách než on.
Sedmnáctisvazková Geografika je jediným antickým geografickým dílem, které se kompletně dochovalo. Jeho význam tkví ve spolehlivosti údajů čerpaných z autopsie i v četných svědectvích převzatých ze starších, nedochovaných děl. Přináší mj. i nejstarší zmínky o obyvatelstvu naší Země.
Podle autorova záměru mělo dílo sloužit jako praktická příručka, zdroj informací pro římské státníky, vojevůdce, provinciální úředníky i obchodníky.
Pouze první dva svazky mají víceméně teoretický charakter. Strabón místy ignoruje zásady stoické školy a zmiňuje se i o příčinách jevů. Krátce se zabývá historií geografie. Uvádí jména prvních geografů – největší autoritou je pro něj Homér. Hérodotovi zřejmě příliš nedůvěřoval, protože ho do přehledu významných geografů minulosti nezařadil. Následuje výklad o vývoji zemského povrchu o rozměrech Země a ekumeny, o zónách, o Eratosthenově dělení ekumeny na sfragidy.
Jádrem druhé knihy je upřesňování vzdáleností mezi významnými body; Strabón se snažil korigovat údaje předchůdců. Ve svých obecně geografických představách není originální. Základní myšlenky přebíral od Eratosthena, Polybia z Megalopole (200–120 př. n. l.) a Poseidónia z Apameie (135–51 př. n. l.), jehož označil za nejučenějšího filozofa své doby.
Zbývajících 15 knih obsahuje popisy jednotlivých zemí a oblastí:
- Hispánie, Galie, Británie, Itálie a Sicílie – 3.–6. kniha;
- severní a východní Evropa, severní Balkán, Řecko – 7.–10. kniha;
- severní a východní Černomoří, Malá Asie – 11.–14. kniha;
- Indie, Mezopotámie, Arábie a Egypt – 15.–17. kniha

Kvalita popisů a úroveň hodnověrnosti faktů kolísá. K nejlepším patří pasáže věnované Malé Asii, Egyptu a Libyi (Africe) sepsané na základě vlastních poznatků autora.
Výklad má značně chaotický charakter; dlouhé vsuvky postrádají vztah k ústřednímu tématu. Dominuje názvosloví, informace o obyvatelstvu (přičemž barbarské kmeny Strabóna příliš nezajímají), o státním zřízení a o historii. Údaje o přírodě jsou vcelku kusé a chudé.
I když Strabón usiloval o přesnost, konfrontoval informace z různých pramenů a polemizoval s autory, nevyhnul se mnoha omylům:
- pobřeží severní Afriky je téměř přímé
- Afrika má menší rozlohu než Evropa
- v západní Evropě mu chybí Bretaň
- Pyreneje jsou protáhlé od severu k jihu
- Irsko je nejsevernější obydlenou zemí…

Geografika není příliš originální; zato je široká a podrobná. Strabón zdůraznil její praktický význam: „I zedník, jenž se chystá postavit dům, nebo architekt, který buduje město, musí brát v úvahu vzdálenosti, klimatické rozdíly a jiné přírodní zvláštnosti; tím spíše to musí respektovat člověk, který svým rozumem postihuje celou obývanou zemi.“

## Boiohaemum a Marobud
Ve svém díle Geografika, knize VII, kapitole 1., odstavci 3. Strabón zminil  Boiohaemum a vládce Marobuda:
 Zde se nachází Hercynský les a kmeny Svébů, z nichž někteří les obývají, stejně jako někteří Kvádové. Mezi těmito posledními lidmi se nachází Búiaimon, královské město Maroboda, kde shromáždil mnoho cizinců a mnoho Markomanů, národa spřízněného s jeho vlastním. 
 Tento Marobod se ze soukromého postavení povýšil na správu záležitostí po svém návratu z Říma. Do tohoto města se totiž vydal v mládí a byl pod ochranou Augusta. 
 Po návratu domů získal vládu své země a k lidem, které jsem vyjmenoval, přidal Lugi, mocný národ, a Zumí, a Gutony, a Mugilony a Sibiny, kromě Semnonů, další značný kmen Svébů.
 Jak jsem již dříve uvedl, část Svébů žije v lese, zatímco jiná část zabírá území za ním, na hranicích s Gety; proto je národ Svébů nejvýznamnější, protože se rozkládá od Rýna až k Labi, a dokonce i část z nich, jako Hermunduři a Langobardi, obývá zemi za Labem; ale v současné době se tyto kmeny, po porážce, stáhly zcela za Labe. 
 Všechny tyto národy snadno mění své bydliště kvůli nedostatečnému počtu zásob a proto, že neobdělávají půdu ani neshromažďují bohatství, ale žijí v chudých chatrčích a uspokojují své potřeby ze dne na den, přičemž většinu své potravy získávají ze stád, jako u nomádských ras, a napodobují je a přemisťují své domácnosti na vozech a putují se svým dobytkem na jakékoli místo, které se jim jeví jako nejvýhodnější.

## Strabón – geograf
Strabón chápal geografii jako aplikovanou vědu; v podstatě ji redukoval na utilitární popis ekumeny. „Geograf se nemusí zabývat regiony mimo rámec obyvatelného světa. Pro potřeby vlády nepřináší seznamování se s takovými zeměmi a jejich obyvatel žádný užitek, zvláště žijí-li tito lidé na odlehlých ostrovech, a nemohou nám tedy být nebezpeční.“ Ani severní ani jižní hranice ekumeny nás nemusí zajímat.
Otázka obyvatelnosti ekvatoriální zóny „vychází za rámec geografie“. Strabón však uznal, že by bylo směšné, kdyby někdo ve snaze přesně popsat obyvatelný svět nevěnoval pozornost také Zemi jako celku, její velikosti, charakteru, poloze ve vesmíru, tomu, je-li svět obyvatelný pouze v jediné části, ve které žijeme, nebo ve více částech, a kolik takových regionů vlastně je; jaký rozsah má neosídlená část světa, jaký má charakter a proč je neobyvatelná.
Jako hypotézu akceptuje, že Země je koule o obvodu 252 000 stádií (asi 46 000 kilometru).
Strabón akceptoval délku poledníku, vypočtenou Eratostheném. Ekumenu si představuje jako rozsáhlý ostrov připomínající „chlamydu“ (krátký mužský jezdecký plášť) – v jednom ze čtyř sférických čtyřúhelníků. Oceán omývající ekumenu má celkem čtyři zálivy:
- Vnitřní moře
- Kaspické (či Hyrkánské) moře
- Perský záliv
- Arabský záliv (Rudé moře)

Strabón nesdílel názor Pythéa z Masalie, že nejsevernější část obydleného světa – Thúlé – leží pouhých šest dní plavby na sever od Británie (na rovnoběžce Irska).
Připouští možnost existence dvou nebo i více obydlených světů v mírném pásu. Tento poměrně značně rozšířený názor mu nebrání věřit, že do Indie lze doplout západním směrem.
Strabón psal o proměnách souše i moře, o vzniku a mizení hor, řek i jezer, o působení mořských vln, které brání řekám transportovat nánosy daleko od pevniny.
Jde-li o Sicílii, zde se Strabón domníval, že se jedná o úlomek Itálie, nebo byla vyvržena silou ohně z hlubin Etny.
Strabón konstatoval, že teoretické problémy patří do okruhu zájmu filozofů, že všichni staří geografové – Homér, Anaximandros, Hekataios, Démokritos, Eudoxos z Knidu, Dikaiarchos, Eforos i jejich následovníci Eratosthenes, Polybios a Poseidónios – byli v jistém slova smyslu filozofy.

## Odkaz
Je po něm pojmenován kráter Strabo na přivrácené straně Měsíce.